# إسحاق ر. هارينجتون
إسحاق ر. هارينجتون (بالإنجليزية: Isaac R. Harrington) هو سياسي أمريكي، ولد في 1789 في لاغرانغ في الولايات المتحدة، وتوفي في 20 أغسطس 1851 في بوفالو في الولايات المتحدة. حزبياً، نشط في حزب اليمين.